# Prefectura de Aksu
Aksu (en uigur: ئاقسۇ, romanizado: Ak̡su si, en chino, 阿克苏; pinyin, Āk'sū) es una prefectura de la región autónoma de Sinkiang, al noroeste de la República Popular China. Localizada a 1500 m sobre el nivel del mar en la cuenca del Tarim. Su área es de 127 816 km² y su población total para 2020 superó los 2,7 millones de habitantes. La ciudad toma su nombre directamente del río Aksu (ئاقسۇ دەرياسى) que en uigur significa blanca agua.

## Administración
- Ciudad de Aksu (阿克苏市), Sede de Gobierno
- Condado Wensu (温宿县)
- Condado Kuqa (库车县)
- Condado Xayar (沙雅县)
- Condado Toksu (新和县)
- Condado Baicheng (拜城县)
- Condado Uqturpan (乌什县)
- Condado Awat (阿瓦提县)
- Condado Kalpin (柯坪县)